# Перехвалка
Перехвалка (устар. Перехваль) — река в Данковском районе Липецкой области. Правый приток Дона.
Исток находится в селе Хрущёво-Подлесное. Впадает в Дон у села Перехваль.
Упоминается в документах 1627 года как Перехваль. Примерно тогда же у неё было второе название — Перехвалка. Этимология неясна.
Сегодня на Перехвалке стоят также село Спешнево-Подлесное и деревня Павловка и Знаменская.
В настоящее время река после села Перехваль пересохла, и выглядит как череда незначительных водоёмов глубиной 500—700 мм, подпитываемых родниками и талой водой. Иногда из Дона заходит щука, плотва, караси из близлежащих прудов. В низине около с. Перехваль много бобров и их плотин.